# باناجيوتيس فاسيلوبولوس
باناجيوتيس فاسيلوبولوس (باليونانية: Παναγιώτης Βασιλόπουλος)‏ مواليد 8 فبراير 1984 في ماروسي، أثينا، اليونان، هو لاعب كرة سلة يوناني. بدأ مسيرته الاحترافية في سنة 2001. يلعب في الدوري اليوناني لكرة السلة. يحمل الرقم 21. يبلغ طوله 6 قدم 8.75 بوصة (2.1 م). مثّل منتخب بلاده. شارك في دورة الألعاب الأولمبية الصيفية سنة 2008. حقق المركز الأول في بطولة أمم أوروبا لكرة السلة 2005. لعب مع نادي أولمبياكوس لكرة السلة ونادي بلد الوليد لكرة السلة.

## الإنجازات

### النادي
- كأس اليونان لكرة السلة: (2010، 2011)
- الدوري الأوروبي لكرة السلة : (2012)
- الدوري اليوناني لكرة السلة : (2012)

### المنتخب
- بطولة أمم أوروبا لكرة السلة 2005:  ذهبية

## سجل المنافسة
شارك في المنافسات التالية:
- بطولة أمم أوروبا لكرة السلة 2005
- الألعاب الأولمبية الصيفية 2008

## روابط خارجية
- باناجيوتيس فاسيلوبولوس على موقع الاتحاد الدولي لكرة السلة (الإنجليزية)
- باناجيوتيس فاسيلوبولوس على موقع الدوري الأوروبي لكرة السلة (الإنجليزية)
- باناجيوتيس فاسيلوبولوس على موقع الدوري الإسباني لكرة السلة (الإسبانية)
- باناجيوتيس فاسيلوبولوس على موقع كرة السلة الأوروبية.كوم (الإنجليزية)
- باناجيوتيس فاسيلوبولوس على موقع DraftExpress.com (الإنجليزية)
- باناجيوتيس فاسيلوبولوس على موقع ريلجم (الإنجليزية)
- باناجيوتيس فاسيلوبولوس على موقع بروبوليرز (الإنجليزية)
- باناجيوتيس فاسيلوبولوس على موقع سبورتس رفرنس (الإنجليزية)
- باناجيوتيس فاسيلوبولوس على موقع أوليمبيديا (الإنجليزية)